# Христов, Александр Григорьевич
Александр Григорьевич Христов (1909-1943) — лейтенант Рабоче-крестьянской Красной Армии, участник Великой Отечественной войны, Герой Советского Союза (1944).

## Биография
Александр Христов родился 30 августа 1909 года в Самаре. После окончания пяти классов школы работал сапожником. В 1941 году Христов был призван на службу в Рабоче-крестьянскую Красную Армию. С июля того же года — на фронтах Великой Отечественной войны. В 1942 году Христов окончил курсы младших лейтенантов.
К сентябрю 1943 года гвардии лейтенант Александр Христов командовал взводом 37-го гвардейского стрелкового полка 12-й гвардейской стрелковой дивизии 61-й армии Центрального фронта. Отличился во время битвы за Днепр. В ночь с 28 на 29 сентября 1943 года взвод Христова одним из первых переправился через Днепр в районе деревни Глушец Лоевского района Гомельской области Белорусской ССР и принял активное участие в боях за захват и удержание плацдарма на его западном берегу, продержавшись до переправы основных сил. 23 октября 1943 года Христов погиб в бою. Похоронен в селе Севки Лоевского района Гомельской области Белоруссии.
Указом Президиума Верховного Совета СССР «О присвоении звания Героя Советского Союза генералам, офицерскому, сержантскому и рядовому составу Красной Армии» от 15 января 1944 года за «образцовое выполнение боевых заданий командования по форсированию реки Днепр и проявленные при этом мужество и героизм» гвардии лейтенант Александр Христов посмертно был удостоен высокого звания Героя Советского Союза. Также посмертно был награждён орденом Ленина.